# Riva San Vitale
Riva San Vitale is een gemeente en plaats in het Zwitserse kanton Ticino, en maakt deel uit van het district Mendrisio.
Riva San Vitale telt 2416 inwoners.
In de stad bevindt zich het vijfde-eeuwse Baptisterium van Riva San Vitale.

## Geboren
- Gian Battista Mantegazzi (1889–1958), componist, muziekpedagoog, dirigent, trombonist en eufoniumspeler